# Зарштет
Зарштет (њем. Sarstedt) град је у њемачкој савезној држави Доња Саксонија. Једно је од 40 општинских средишта округа Хилдесхајм. Према процјени из 2010. у граду је живјело 18.591 становника. Посједује регионалну шифру (AGS) 3254028.

## Географски и демографски подаци
Зарштет се налази у савезној држави Доња Саксонија у округу Хилдесхајм. Град се налази на надморској висини од 64 метра. Површина општине износи 42,9 km². У самом граду је, према процјени из 2010. године, живјело 18.591 становника. Просјечна густина становништва износи 433 становника/km².

## Међународна сарадња
| Мјесто | Држава    | Врста сарадње | Од    |
| ------ | --------- | ------------- | ----- |
|        | Француска | партнерство   | 1992. |
|        | Француска | партнерство   | 1992. |
| Извор  |           |               |       |